# 金石清禅
金石 清禅（かないし しょうせん、1938年8月25日 - 2008年12月7日）は、日本の政治家。元参議院議員（1期）、元保守党政調副会長。元早稲田大学社会システム工学研究所客員教授。

## 来歴
北海道蘭越町出身。北海道倶知安高等学校から早稲田大学第一文学部を卒業。 大学卒業後に日本航空に入社し朝田静夫社長の元で秘書を務め、燃料部長などを歴任した。
1989年に大学の先輩である海部俊樹に請われて内閣総理大臣秘書官（政務担当）に就任、湾岸戦争に伴う自衛隊ペルシャ湾派遣などの難局を裏方として支える。その後、1993年の第40回衆議院議員総選挙に旧北海道1区から自由民主党（河本派）公認で立候補するも法定得票数未満で落選した。
その後、海部の後を追う形で新進党に参加し、1995年の第17回参議院議員通常選挙に比例区から立候補するが次点に終わった。しかし2001年5月に友部達夫が退職（オレンジ共済組合事件での実刑判決が確定し、公職選挙法規定に伴い失職）したことに伴い、同年6月13日付で繰上補充により当選となった。保守党に参加するも、任期満了に伴う同年の第19回参議院議員通常選挙には立候補せず政界を退いた。議員の籍を置いたのは40日だった。
2008年12月7日、敗血症のため死去。70歳没。